# Lokomotiw-2 Moskwa
Lokomotiw-Kazanka (ros. Локомотив-Казанка) – drużyna rezerw rosyjskiego klubu piłkarskiego Lokomotiw Moskwa.

## Historia
Nazwy:
- 1936—1944: Lokomotiw-2 Moskwa («Локомотив-2» Москва)
- 1945—1997: Lokomotiw-d Moskwa («Локомотив-д» Москва)
- 1998—2000 i 2008—2014: Lokomotiw-2 Moskwa («Локомотив-2» Москва)

Piłkarska druga drużyna Lokomotiw-2 została założona w 1936 w Moskwie. 
W latach 1936—1938 uczestniczyła w rozgrywkach Pucharu ZSRR. 
W latach 1945—1991 jako Lokomotiw-d występowała w turnieju drużyn rezerwowych Mistrzostw ZSRR.
W Mistrzostwach Rosji klub startował w Drugiej Lidze, strefie 3, w której występował do 1993, a potem do 1997 występował w Trzeciej Lidze, strefie 3.
W 2001 zastąpiony przez drużynę młodzieżową grającą w turnieju drużyn rezerwowych Mistrzostw Rosji.
Drużynę odrodzono w 2008 zachowując też drużynę młodzieżową. W 2014 przestała istnieć.
Ponownie utworzono ją w 2017 pod nazwą Lokomotiw-Kazanka. Drużyna przystąpiła do rozgrywek Drugiej Dywizji.